# Lutica clementea
Lutica clementea är en spindelart som beskrevs av Willis J. Gertsch 1961. Lutica clementea ingår i släktet Lutica och familjen Zodariidae. Inga underarter finns listade i Catalogue of Life.